# Greta oto
Greta oto — вид метеликів з роду Greta, триби Ithomiini, підродини Danainae родини Nymphalidae. Також відомий під назвою склокрилий метелик через свої прозорі крила, які дозволяють йому маскуватися під навколишнє середовище. В іспаномовних країнах його також називають espejitos, що означає «маленькі дзеркала». Метелик в основному зустрічається в центральних і північних регіонах Південної Америки. Хоча його крила здаються тендітними, метелик здатний нести вагу, що в 40 разів перевищує власну масу. Окрім фізіології крил, метелик також відомий за свої довгі міграції та токування.

## Поширення
Вид проживає у тропічних лісах країн Центральної та Південної Америки. Відомо, що крайніми точками ареалу є Техас на півночі та Чилі на півдні.

## Життєвий цикл

### Яйце
Самки зазвичай відкладають яйця на рослини роду Cestrum, члена родини пасльонових, які також служать джерелом їжі на наступних стадіях розвитку.

### Гусениця
Гусениці склокрилого метелика мають тіло з зеленим забарвленням та яскраво-фіолетовими і червоними смугами. Гусениці проживають на рослинах роду Cestrum. Тіло має циліндричну форму з гладкими дорсальними виступами. Ці властивості роблять гусениць надзвичайно світловідбиваючими, що, по суті, робить їх невидимими для хижаків.

### Лялечка
Лялечки сріблястого кольору. На п’ятій стадії розвитку лялечка чотирма обертовими рухами створює шовкову подушечку на нижній поверхні листя, до якої вона прикріплюється. Шовкові волокна важливі для забезпечення більшої гнучкості прикріплення лялечки. Кремастер, гачкувата щетиноподібна структура на лялечці, прикріплюється до цієї шовкової подушечки серією бічних рухів задньої частини черевця лялечки. Лялечка відпадає у разі, якщо шовкова подушечка ламається. Крім того, дослідники виявили, що кріплення лялечки має високу міцність, що запобігає пошкодженню лялечки хижаками або вітром.

### Метелик
Дорослого склокрилого метелика можна впізнати за його прозорими крилами з непрозорими краями червоного або помаранчового кольору. Тіло темно-коричневе. Дорослі метелики мають довжину від 2,8 до 3,0 сантиметрів і розмах крил від 5,6 до 6,1 сантиметра.

## Харчування

### Гусениця
Найкращим джерелом живлення для гусениць є отруйні рослини роду Cestrum; Експериментальні дослідження показали, що коли личинки оселяються на інших рослинах, вони часто гинуть на першій стадії розвитку або розвиваються повільніше. Гусениці харчуються цими токсичними рослинами, і, можливо, є токсичними для хижаків через вторинні хімічні речовини, що зберігаються в їхніх тканинах. Наприклад, хімічні екстракти гусениць неприємні для мурах Paraponera clavata.

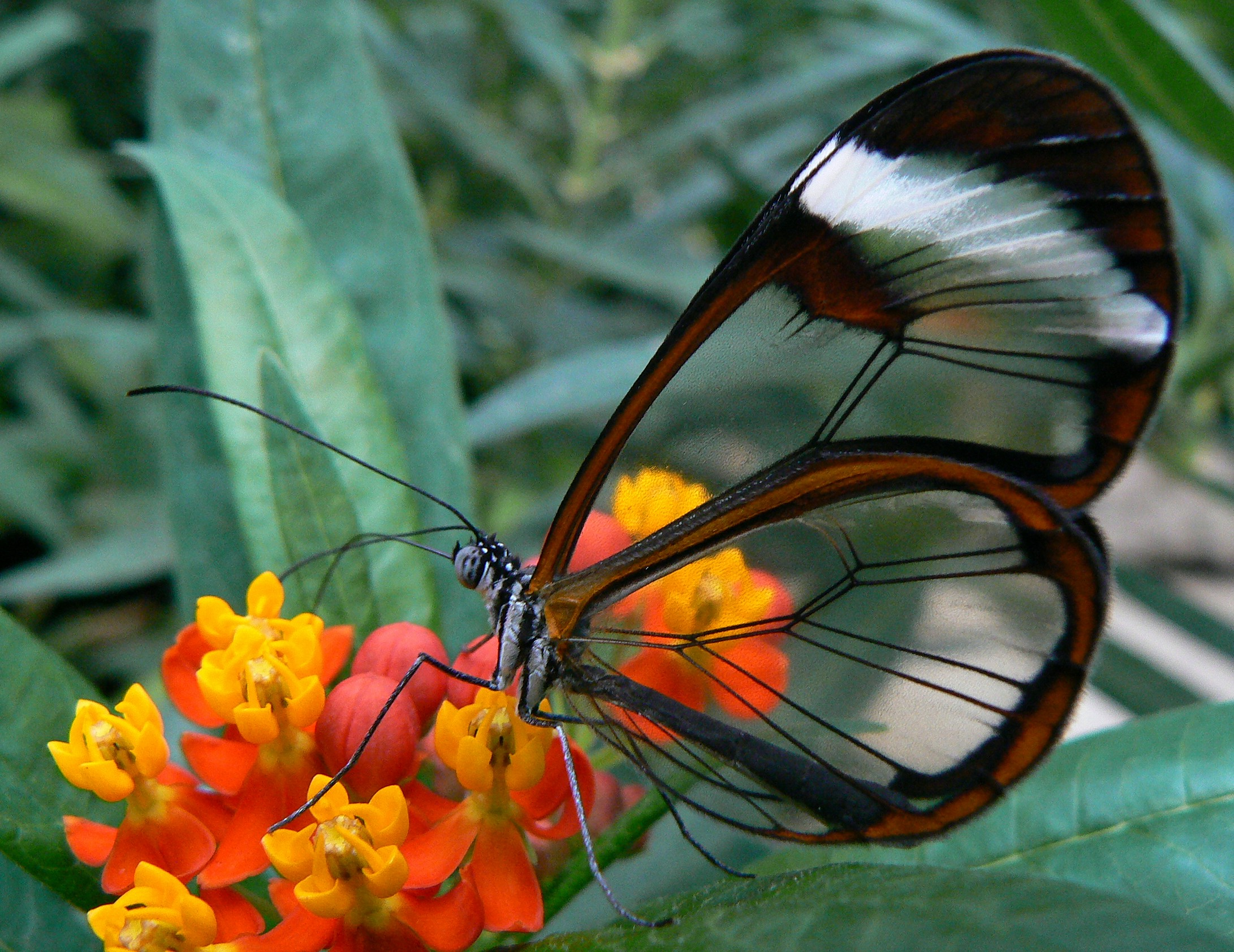
Дорослий метелик

### Метелик
Дорослий метелик харчується переважно нектаром квітів роду Lantana, який включає 150 видів багаторічних квіткових рослин. Вони також харчуються квітами сімейств Asteraceae і Boraginaceae та послідом комахоїдних птахів, поглинаючи амінокислоти, які пізніше перетворюються на білки. Дорослі метелики також токсичні через те, що самці споживають квіти Asteraceae, нектар яких містить піролізидинові алкалоїди.

## Переліт
Метелик є перелітним і долає до 19 км на день зі швидкістю до 13 км/год. Він мігрує, для того щоб змінити висоту, і ця міграція спричиняє відмінності в щільності населення в різних географічних районах.

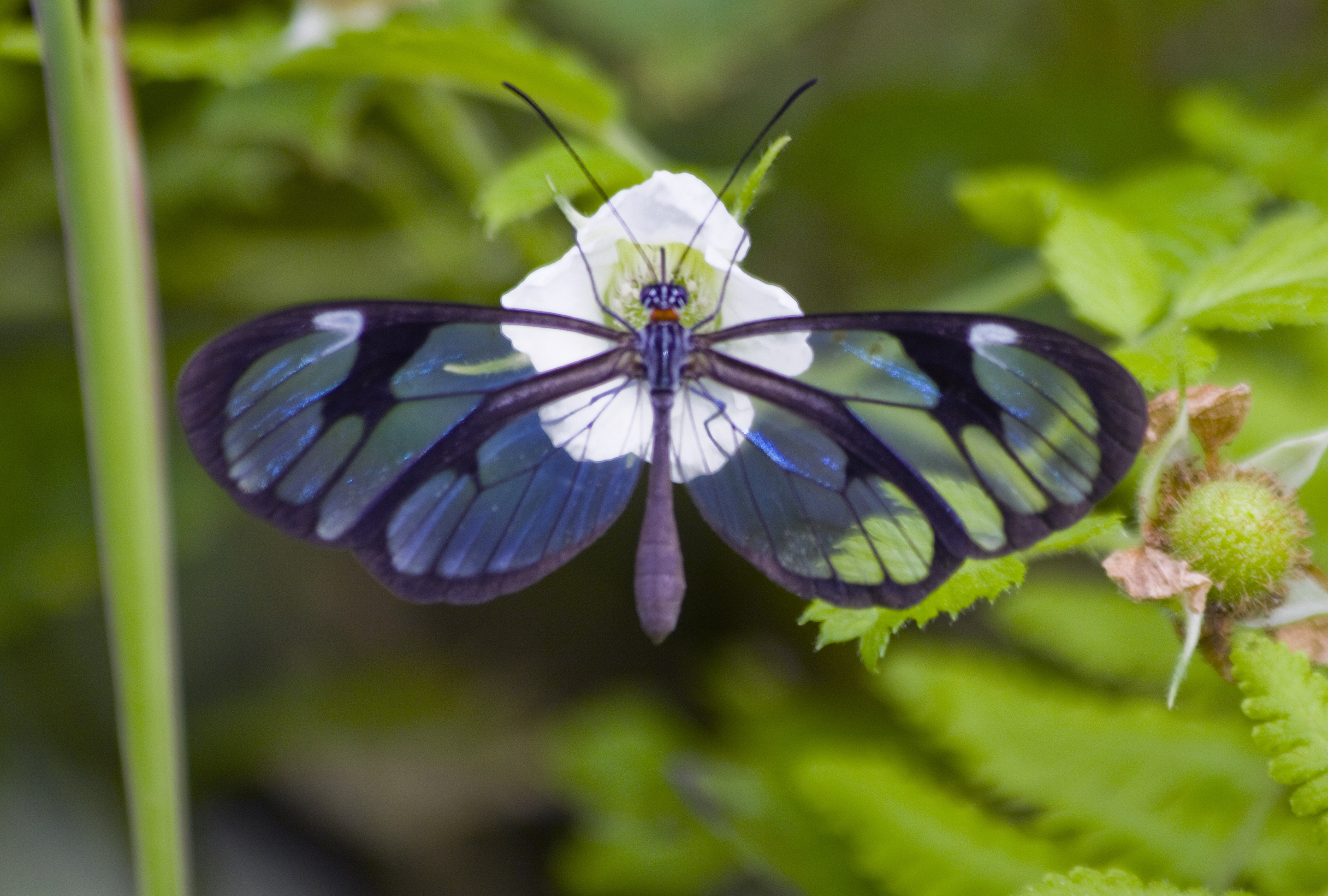

## Вороги
Звичайними хижаками, що полюють на цього метелика є птахи. Метелик бореться з хижаками, споживаючи токсини через рослини роду Cestrum і сімейства Asteraceae як на стадії гусениці, так і на стадії метелика. Споживання токсинів надає метелику неприємний смак, який перешкоджає хижацтву.

### Захисне забарвлення
Цей метелик використовує прозорість своїх крил, щоб ховатися від хижаків, маскуючись під навколишнє середовище під час польоту. Прозорість є рідкісною рисою серед лускокрилих, оскільки вони частіше використовують мімікрію.

## Розмноження
Цей вид метеликів спаровується полігінно, при цьому самці намагаються спаруватися з однією або більше самками за сезон розмноження.

### Токування
Щоб привабити самок, самці метеликів утворюють великі скупчення, в яких самці змагаються за пару. Як правило, вони збираються в затінених місцях у тропічних лісах.

### Феромони
Самці склокрилого метелика виділяють феромони під час токування, для того щоб привабити самок. Вироблені феромони є похідними піролізидинових алкалоїдів, які метелики отримують під час споживання рослин родини айстрових. Потім алкалоїди перетворюються на феромони через утворення пірольного кільця з подальшим розщепленням складного ефіру та окисленням.